# Afonso Vázquez-Monxardín
Afonso Vázquez-Monxardín Fernández, Xabaril (Orense, 12 de abril de 1960) es un arqueólogo y catedrático de instituto de lengua y literatura gallegas, historiador, investigador, profesor, percutor y escritor gallego.

## Biografía
Es licenciado en Geografía e Historia, en las especialidades de Prehistoria y Arqueología, Geografía e Historia de Galicia, Archivística y Biblioteconomía por la Universidad de Santiago de Compostela.  Fue el arqueólogo de numerosas excavaciones en Galicia, Portugal e Italia y en 1983 pasó, como tantos otros de su generación, a la docencia de lengua y literatura gallega. Es también catedrático de enseñanza secundaria desde 1996. Fue profesor visitante de su materia en centros gallegos y universidades de América (Centro Gallego, Centro Galicia y Universidad de Belgrano, en Buenos Aires; Universidad Federal de la Bahía, en Brasil; y Hogar Gallego de Chile). Fue el impulsor del proyecto Archivo Sonoro de Galicia en el seno del Consejo de la Cultura Gallega y estuvo durante trece años en el equipo directivo del IES As Lagoas de Ourense. Colaboró con Felix Rodríguez de la Fuente en su estudio de los artiodáctilos (jabalíes). También fue colaborador del Correo Gallego, Galicia Hoy y escribe en La Región.

## Obras
- Xoaquin Domínguez "El Xokas”. Esto no es un juego. Performando al máximo nivel. (2020)
- Xoaquín Lorenzo (1907-1989). Unha fotobiografía (coord.; 2004)
- Danse lido (2014[2])
- Ramón Otero Pedrayo, Unha fotobiografía (2014; xunto con Patricia Arias Chachero)[3]
- Primitivo Rodríguez Sanjurjo y su epistolario con Otero Pedrayo (2016; xunto con Patricia Arias Chachero)
- Ofrenda lírica á nena Silvia Santiago Conde no día da súa primeira comuñón, (2017; xunto con Patricia Arias Chachero)[4]
- Carlos Casares -Marcos Valcárcel. Homenaxe a unha amizade (2017, coord).
- Os cronistas oficiais de Ourense a través das actas municipais e a "Crónica do vivir xornaleiro" de don Ramón Otero Pedrayo (2018)[5]

### Traducciones
- Edicións Xerais de Galicia, Vigo (ed.). O marabilloso mago de Oz. ISBN 9788475078526.
- Beckman, Thea (1991). Ediciones SM, Vigo, ed. Cruzada en vaqueiros. p. 238. ISBN 84-348-3443-X

## Reconocimientos
- Premio Orense de Cuentos para la Juventud, 1987.[6]
- Premio Aurelio Carracedo de periodismo de la Diputación Provincial de Orense, 2009.[7]
- Premio de Periodismo Literario "Carlos Casar", Ayuntamiento de Xinzo, 2017
- Calugas del año, instituto de la cachucha, ayuntamiento de Ourense, 2022